# Allostelites arvensis
Allostelites arvensis là một loài dương xỉ trong họ Equisetaceae. Loài này được L. Börner mô tả khoa học đầu tiên năm 1912.